# Keiko Nosaka

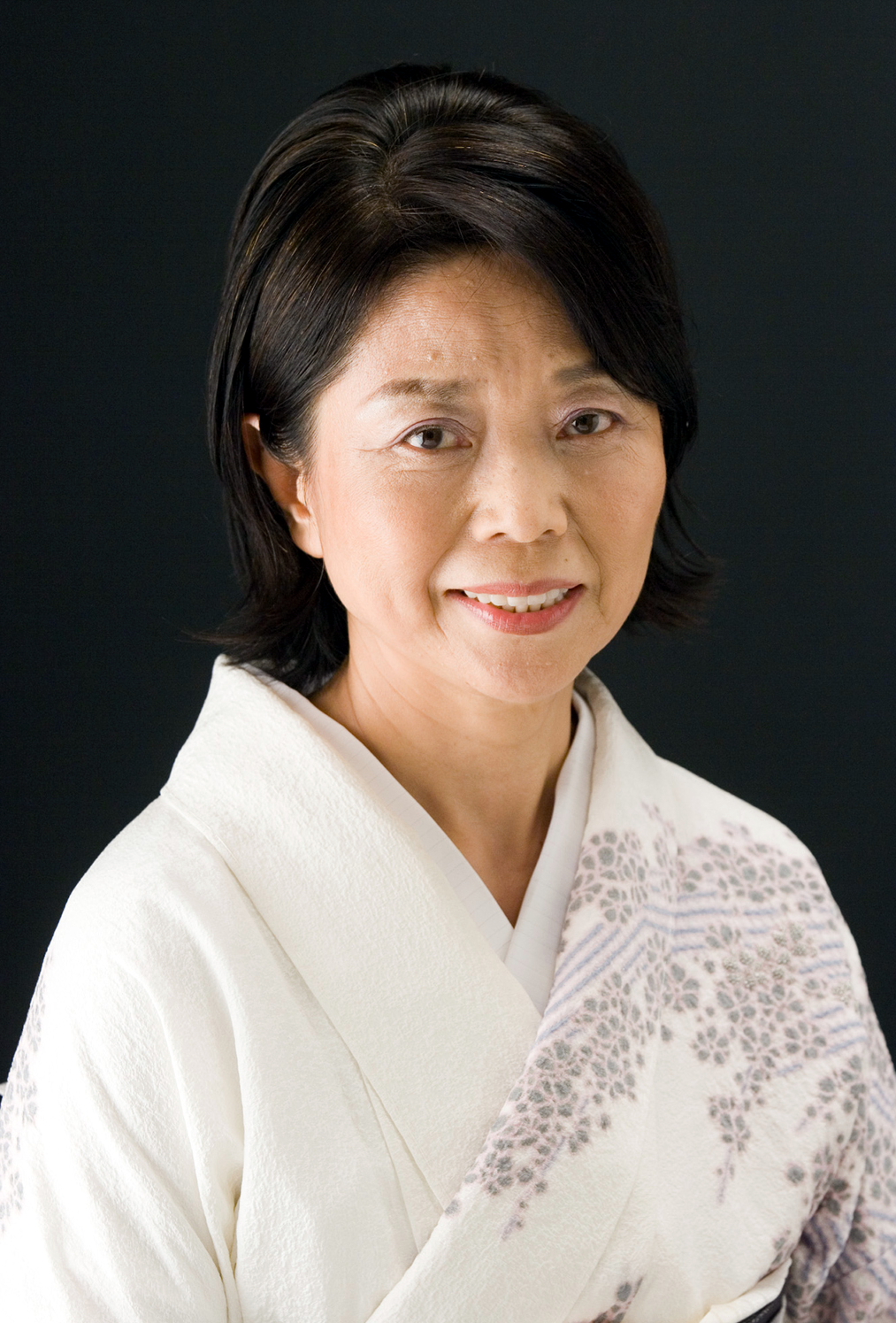
Keiko Nosaka (2015)

Keiko Nosaka (japanisch 野坂 恵子 Nosaka Keiko) (* 6. Mai 1938 in Tokio; † 27. August 2019) war eine japanische Kotospielerin und Komponistin, die ihr Instrument weiterentwickelt hat und es in die zeitgenössische Musik eingebracht hat. Die letzten Lebensjahre nannte sie sich Sōju Nosaka II (japanisch 二代目 野坂 操壽 Nidaime Nosaka Sōju).

## Wirken
Nosaka absolvierte ihr Studium an der Abteilung für japanische Musik an der Tōkyō Geijutsu Daigaku und besuchte den Aufbaustudiengang an derselben Einrichtung.
1965 gab sie ihr erstes Solokonzert und trat noch im selben Jahr Pro Musica Nipponia bei, wo sie 17 Jahre lang als aktives Mitglied wirkte. Sie adaptierte die Musik von Claude Debussy und Maurice Ravel für ihr Instrument. 1969 stellte sie in einem Konzert die 20-saitige Koto vor, ein neues, von ihr selbst entwickeltes Instrument; hierfür wurde sie mit dem Arts Festival Encouragement Award ausgezeichnet. Eine Einladung zum Menuhin-Festival 1975 in der Schweiz führte zu einer Reihe von Konzerten in Europa und den Vereinigten Staaten. Auf dem Programm standen sowohl Auszüge aus dem traditionellen Repertoire als auch neue Werke von Minoru Miki.
1981 kehrte Nosaka nach Europa zurück und gab sieben Konzerte in Spanien, Holland, Belgien und der DDR. Von 1986 bis 1989 gab sie 150 Konzerte in ganz Japan in Zusammenarbeit mit der Theatergruppe Jian-Jian. 1991 stellte sie ihre neu entwickelte 25-saitige Koto vor. Im folgenden Jahr erhielt Nosaka den Matsuo Award for Excellence in the Performing Arts. 1994 begann sie ein Studium bei dem Komponisten Akira Ifukube, was zu einer verstärkten Zusammenarbeit zwischen den beiden Künstlern führte. Zu ihren Kompositionen gehören Tsugaru (1986), Shiki no Kyoku („Lieder der vier Jahreszeiten“, 1991) und Kaze no Oto („Klänge des Windes“, 1995). Im Jahr 2000 erhielt sie für ihre Aufführung von Akira Ifukubes Werk Pipa Xing für 25-saitige Koto den Music Pen Club Award. Sie veröffentlichte mehrere Alben.
Seit 1998 fand die Vortragsreihe Keiko Nosaka Lectures: Listening to the Masters mehrfach im Jahr statt. Sie erhielt außerdem den Preis des Bildungsministers für Kunst im Jahr 2001 und 2011 den Preis der Japanischen Akademie der Künste für traditionelle Musik. Sie war Mitglied des Vorstands der Ikuta-Schulvereinigung und leitete die Gruppe Matsu no Mi Kai.
Im Jahr 2003 nahm sie nach dem Tod ihrer Mutter, die Sōju hieß, den Namen Sōju Nosaka II an.